# Codia obcordata
Codia obcordata är en tvåhjärtbladig växtart som beskrevs av Brongn. & Gris. Codia obcordata ingår i släktet Codia och familjen Cunoniaceae. Inga underarter finns listade i Catalogue of Life.